# Lasse Spangenberg
Lasse Spangenberg (12. april 1978 i Odense) er en dansk couture-designer. Han er blevet kendt for at skabe kjoler til særligt gallafester og bryllupper for en lang række kendte danskere.
Han har haft forretninger på flere adresser i København. Bl.a. i hans private hjem med showroom i Vester Voldgade.

## Karriere
Som 16-årig kom Spangenberg i lære hos den danske modeskaber Jørgen Bender. Allerede under sin oplæring syede han til det danske kongehus for Bender. Bender døde 3 måneder inden Spangenberg afsluttede sin uddannelse. Herefter fortsatte han som freelance syerske og kostumier på diverse filmproduktioner og teaterforestillinger.
I 2001 startede han sin egen butik på H.C. Ørsteds Vej, Frederiksberg med hjælp fra sin mor. Da butikken voksede flyttede han til Frederiksberg Allé og herefter til Vendersgade i Indre By.
I august 2010 brød tyve ind i hans butik på Frederiksberg, hvor de stjal kjoler til en værdi af flere millioner kroner.
Han medvirker årligt på DR1 til at kommentere på kjolerne til nytårstaffel. Han har deltaget i TV 3 programmet Købmænd på 1. klasse i 2015-2016. Kanal 4 programmet Nærkontakt sendt første gang 21. februar 2017. TV 2 programmet Krejlerkongen sæson 2 episode 26, sendt første gang 22. marts 2016. 
Under den Københavnske modeuge i august 2017 SS18 havde han en udstilling i La Glace's udstillingsvinduer. I 2017 flyttede butikken atter engang, denne gang til Vester Voldgade.
Spangenberg står bag flere kreationer fra den røde løber og har specialiseret sig i de store rober til galla samt brudekjoler og selskabskjoler.
Han har bl.a. designet kjoler til Lisbeth Østergaard, Pia Kjærsgaard, Inger Støjberg, Cecilie Frøkjær, Heidi Frederikke Rasmussen, Ellen Hillingsø,, Szhirley, Monique, Søs Fenger, Tina Lund, Christiane Schaumburg-Müller, Rikke Gøransson og Michèle Bellaiche.

## Hæder
- 2016: Billed-Bladets pris for "Årets Brudekjole" båret af Lisbeth Østergaard til hendes bryllup.
- 2017: Billed-Bladets pris for "Årets Brudekjole" båret af Ditte Julie Jensen til hendes bryllup.

## Privatliv
Spangenberg blev født i Odense. Hans forældre blev skilt, da han var 6 år gammel.
Spangenberg er homoseksuel. Han blev i 2012 kæreste med Peter Aagaard. I 9 år deltog han i H.C. Andersen Paraden i Odense, hvor han spillede flere forskellige roller. Han har udtalt at paradens direktør, Torben Iversen, har været den mest stabile mand i hans liv, da han ikke ser sin far, der ikke kan acceptere hans homoseksualitet.

## Filmografi
- 2011 4-stjerners middag
- 2015-2016 Købmænd på 1. klasse
- 2016 Krejlerkongen (sæson 2, episode 26)
- 2017 Nærkontakt